# 14185 Van Ness
14185 Van Ness (1998 WK32) là một tiểu hành tinh vành đai chính được phát hiện bởi the Lowell Observatory Near-Earth-Object Search ở Anderson Mesa Station.